# Pandemia de COVID-19 en Fiyi
El primer caso confirmado de la pandemia de COVID-19 en Fiyi se notifico el día 19 de marzo de 2020 en Lautoka, lo que provocó el cierre de las dos ciudades más grandes de Fiyi: Lautoka y Suva, durante más de veinte días. El 31 de julio de 2020, Fiyi registró su primera muerte por COVID-19, un hombre de 66 años que fue repatriado desde la India. Después de más de 365 días sin casos nuevos en la comunidad, Fiyi registró un nuevo caso comunitario el 19 de abril de 2021 que condujo al cierre inmediato de Nadi y un segundo cierre para Lautoka. Este bloqueo duró casi cincuenta días y terminó el 5 de junio de 2021 a pesar de que los casos de COVID-19 siguen creciendo en la comunidad. También se introdujo un bloqueo similar en la División Central que contenía a Suva, Lami y Nausori en una sola área de contención grande. El bloqueo de la contención de Lami-Nausori permanece vigente hasta la fecha. Para el 20 de agosto de 2021, Fiyi había confirmado 43 096 casos de COVID-19 con 21 825 recuperaciones y 432 muertes (más otras 247 muertes de pacientes positivos a COVID-19 no relacionados). Hasta el 22 de febrero de 2022, se han confirmado 63,650 casos; de los cuales 826 han fallecido y 61,865 se han recuperado.

## Fondo
En diciembre de 2019 se identificó un nuevo coronavirus que causó una enfermedad respiratoria en la ciudad de Wuhan, provincia de Hubei, China, y se informó a la Organización Mundial de la Salud (OMS) el 31 de diciembre de 2019, que confirmó su preocupación el 12 de enero de 2020. La OMS declaró el brote de una Emergencia de Salud Pública de Importancia Internacional el 30 de enero y una pandemia el 11 de marzo.
La tasa de letalidad de COVID-19 es mucho menor que la del SARS, una enfermedad relacionada que surgió en 2002, pero su transmisión ha sido significativamente mayor, lo que ha provocado un número total de muertes mucho mayor.

## Cronología

### Febrero 2020
El 3 de febrero, el Gobierno de Fiyi endureció la seguridad fronteriza. Las fronteras estaban cerradas a los extranjeros que han estado en China continental dentro de los 14 días de su viaje previsto a Fiyi. Las medidas para mantener un ambiente higiénico y la detección de los pasajeros enfermos seguirán siendo tomadas en vuelo para minimizar aún más cualquier riesgo.
El 27 de febrero, Fiyi prorrogó su prohibición de viajar y anunció que a los viajeros de Italia, Irán y las ciudades surcoreanas de Daegu y Cheongdo se les negaría la entrada. Desde el 28 de febrero, todos los cruceros que entran en Fiyi han tenido que realizar los primeros atraques en los puertos de Suva y Lautoka, donde los pasajeros se someten a controles médicos y de historia de los viajes.

### Marzo 2020
El 15 de marzo, el Primer Ministro Frank Bainimarama había anunciado que a partir del 16 de marzo se prohibirá el atraque en cualquier lugar del país se permitirán eventos internacionales en Fiyi. Los ministros y el personal del gobierno tendrán restringido viajar al extranjero.
El 19 de marzo, Fiyi confirmó su primer caso, un ciudadano de 27 años que es azafata de Fiyi Airways. Había llegado de San Francisco regresando a través de Nadi el 16 de marzo. El 17 de marzo, había viajado de Nadi a Auckland y un regreso de Auckland a Nadi el mismo día. Fue admitido en el Hospital Lautoka. El Primer Ministro Frank Bainimarama anunció una nueva extensión de la prohibición a los extranjeros que han estado presentes en los Estados Unidos, así como a toda Europa, incluido el Reino Unido. También todos los viajeros que lleguen o regresen a Fiyi desde fuera del país deben autoaislarse durante 14 días. El 20 de marzo, todas las escuelas y negocios no esenciales en Lautoka habían sido cerrados a medianoche, sin embargo los bancos, supermercados, farmacias y negocios esenciales seguían abiertos.  Ministro de Educación, Patrimonio y Artes Rosy Akbar en consulta con el Primer Ministro anunció que el término nacional de unas vacaciones escolares que estaba previsto inicialmente del 20 de abril al 1 de mayo se adelantará al 23 de marzo al 3 de abril. Fiyi Airways había suspendido todos los vuelos internacionales hasta finales de mayo, con la excepción de los servicios dos veces por semana entre Singapur y Nadi. El gobierno había establecido dos clínicas de fiebre en Lautoka. 
El 21 de marzo, Fiyi confirmó su segundo caso, fue el primer caso de transmisión local a través del contacto con el hogar. Es la madre del primer paciente y está ingresada en el Hospital Nadi. Otros miembros de la familia están en cuarentena y siendo monitoreados.
El 23 de marzo, Fiyi confirmó su tercer caso, un sobrino de un año del primer paciente. El gobierno estableció ocho clínicas de fiebre en todo el país con seis clínicas en Nasinu, Labasa, Savusavuy Nabouwalu. Otros dos han estado corriendo en Lautoka desde el 20 de marzo.
El 24 de marzo, Fiyi confirmó su cuarto caso, un ciudadano de Fiji de 28 años, que había regresado de Sídney el fin de semana y no está relacionado con los tres primeros casos. El y sus familiares inmediatos están en cuarentena y siendo monitoreados en el Hospital de Navua. Fiyi Airways había suspendido todos los vuelos de Singapur y Hong Kong después de que los dos países introdujeron sus restricciones fronterizas.
El 25 de marzo, Fiyi confirmó su quinto caso, una mujer de 31 años de Lautoka. Ella estaba en contacto con el primer caso, la azafata. El Primer Ministro Frank Bainimarama había anunciado que el Aeropuerto Internacional de Nadi cerrará a partir del 26 de marzo y todos los servicios de transporte marítimo locales cesarán a partir del 29 de marzo.
El 26 de marzo, el fiscal general y el ministro de Economía Aiyaz Sayed-Khaiyum revelaron el presupuesto de respuesta al COVID-19 . 
El 27 de marzo, el primer ministro Frank Bainimarama anunció un toque de queda a nivel nacional de 10 p. m. a 5 a. m. que entraría en vigor el 30 de marzo.
El 30 de marzo, el ministro de Educación, Patrimonio y Artes, Rosy Akbar, anunció que las vacaciones escolares se prorrogarán por otras dos semanas hasta el 17 de abril.

### Abril 2020
El 1 de abril, el ministro de Salud y Servicios Médicos, Ifereimi Waqainabete, anunció que el cierre de Lautoka se prorrogará hasta el 7 de abril para garantizar que no se haya detectado ningún caso COVID-19 sin ser detectado.
El 2 de abril, Fiyi confirmó dos casos, una pareja de Suva. El primer ministro Frank Bainimarama declaró que el sexto caso es una mujer de 22 años y el séptimo caso es su marido de 33 años. Están ingresados en el Hospital Navua. Debido a esto, el Primer Ministro anunció que Suva entrará en un encierro a partir del 3 de abril a las 5 a. m.. Además, el gobierno renovó el toque de queda nacional donde comenzará de 8 p. m. a 5 a. m.
El 4 de abril, Fiyi confirmó cinco casos de Labasa, Suva, Nadi y Lautoka. Se confirmaron dos casos en Labasa, un ciudadano de 53 años que es el noveno caso, está relacionado con el sexto y séptimo caso y está ingresado en el Hospital Labasa. El 22 de marzo había llegado el noveno caso de la India a través de Singapur. Había fracasado en aislar durante 14 días, aumentando así el riesgo de transmisión comunitaria en Fiyi. Se cree que contrajo la enfermedad mientras asistía al Tablighi Jamaat en la India. Un octavo caso fue confirmado en Lautoka, una mujer de 39 años de Natowaqa. Está ingresada en el Hospital Lautoka. Un décimo caso fue confirmado en Nadi, un ciudadano de 20 años de Nadovi con antecedentes de viaje a Auckland. Un undécimo caso fue confirmado en Labasa, la nuera de 26 años del noveno caso. Un duodécimo caso fue confirmado en Suva, una mujer de 11 años que contrajo la enfermedad de sus padres, el sexto y séptimo caso. Está ingresada en el Hospital Navua.
El 6 de abril, Fiyi confirmó dos casos de Labasa y Lautoka. En Lautoka, el caso trece de la hermana del primer caso, se confirmó positivo de la enfermedad. También es la madre del tercer caso un niño de un año que también fue confirmado positivo de la enfermedad antes. En Labasa, el caso catorce fue la esposa del noveno caso, de 53 años. Fue llevada al aislamiento dos días antes de que la diagnosticaran positiva.
El 7 de abril, Fiyi confirmó su decimoquinto caso, un hombre de 33 años de Lautoka. Este caso está vinculado al primer caso de la azafata. Es el marido del quinto caso. El comisionado de policía Sitiveni Qiliho había confirmado que se llevaría a cabo una investigación policial para la azafata de 27 años de Lautoka, que fue el primer caso COVID-19 confirmado y el noveno caso un hombre Labasa de 53 años por supuestamente incumplir el Reglamento de Salud Pública.
El 10 de abril, Fiyi confirmó su decimosexto caso, una mujer de 9 años de Labasa. Es nieta del noveno caso y está ingresada en el hospital Labasa.
El 16 de abril, Fiyi confirmó su decimoséptimo caso, un hombre de 21 años de Labasa. Es el pariente del noveno caso. El Primer Ministro Frank Bainimarama anunció que las escuelas permanecerán cerradas hasta el 15 de junio. También anunció la extensión del período de cuarentena a 28 días completos, tanto para cualquier persona que esté recién en cuarentena como para aquellos que actualmente están esperando su período inicial de 14 días.
El 20 de abril, Fiyi confirmó su decimoctavo caso, un ciudadano de Fiyi de 51 años que reside en Ba. Había llegado de los Estados Unidos el 22 de marzo. Mientras tanto, tres personas se han recuperado y han sido dadas de alta del hospital.

### Mayo 2020
El 2 de mayo, el Primer Ministro Frank Bainimarama confirmó dos recuperaciones adicionales con una tasa de recuperación del 78%.
El 8 de mayo, Fiyi Airways prorrogó toda la suspensión de vuelo hasta finales de junio debido al prolongado impacto de la pandemia COVID-19.
El 15 de mayo, el Primer Ministro Frank Bainimarama confirmó una recuperación adicional. Añadió que las horas de toque de queda seguirán vigentes.

### Junio 2020
El 5 de junio, el Primer Ministro Frank Bainimarama confirmó la recuperación de los tres casos activos restantes, lo que implica una tasa de recuperación del 100%. El Ministerio de Educación había extendido el descanso escolar por otras dos semanas con la fecha de reapertura prevista fijada el 30 de junio.
El 21 de junio, Fiyi anunció relajar las restricciones del COVID-19 como parte de sus esfuerzos por reactivar la economía. El Primer Ministro Frank Bainimarama anunció un nuevo horario de toque de queda a nivel nacional de 11:00 p. m. a 4:00 a. m. que entró en vigor el 22 de junio. Las cifras de reunión social, que también incluyen reuniones en bodas, funerales, cafés, restaurantes y culto, se incrementó de 20 a 100 personas. Gimnasios, gimnasios, cines y piscinas fue reabierto el 22 de junio, sin embargo, los clubes nocturnos permanecieron cerrados. Las escuelas fueron reabiertas para los estudiantes de los años 12 y 13 el 30 de junio, y las universidades también pueden reabrir para las clases presenciales. El Primer Ministro anunció el plan Bula Bubble para algunos países insulares del Pacífico y también para los mercados turísticos de Australia y Nueva Zelanda. El plan es que los viajeros pueden presentar un certificado médico de una institución médica reconocida que certifique sus 14 días de cuarentena en su país de origen, junto con una prueba de un resultado negativo de la prueba COVID-19 dentro de las 48 horas posteriores a su llegada a Fiyi, o completar la cuarentena de 14 días en Fiyi a su propio costo, después de lo cual pueden iniciar su Bula Bubble.
El 30 de junio, Fiyi puso en cuarentena a 160 soldados de mantenimiento de la paz de Fiyi que habían regresado del Sinaí en Egipto. Los militares habían expresado su preocupación por el hecho de que algunas de las tropas hubieran estado en contacto con individuos que habían dado positivo por COVID-19.

### Julio 2020
El 1 de julio, 112 fiyianos habían llegado a Nadi en un vuelo de repatriación desde la India. Los ciudadanos que regresaban habían sido transferidos a un centro de cuarentena financiado por el gobierno. Un ciudadano de Fiyi murió a bordo del vuelo operado por Garuda, Indonesia. Se le dio negativo en COVID-19 antes de abordar el vuelo desde Nueva Delhi, India.
El 6 de julio, Fiyi confirmó su decimonoveno caso COVID-19. Un ciudadano de 66 años que había regresado de la India. Fue trasladado al hospital Nadi para ser puesto en cuarentena.
El 7 de julio, Fiyi confirmó dos casos más de COVID-19. El paciente veinte es un hombre de 37 años que es hijo del caso XIX un hombre de 66 años. El otro caso confirmado es una mujer de 36 años, ambos casos habían regresado de la India.
El 10 de julio, Fiyi confirmó cinco casos más de COVID-19. Los cinco son un hombre de 44 años, una mujer de 38 años, un hombre de 51 años, una mujer de 29 años y un hombre de 47 años. Los cinco casos regresaron de la India.
El 20 de julio, Fiyi confirmó un caso más de COVID-19. Una mujer de 50 años que fue repatriada de la India.
El 31 de julio, Fiyi registró su primera muerte por COVID-19. Un hombre de 66 años que fue repatriado de la India.

### Agosto 2020
El 12 de agosto, Fiyi confirmó dos recuperaciones más de COVID-19 adicionales de forma aislada.
El 13 de agosto, Fiyi confirmó un caso más de COVID-19. Un hombre de 61 años que había viajado desde Sacramento, Estados Unidos, transitando a través de Auckland y llegando a Nadi en el vuelo NZ 952 el 6 de agosto.
El 22 de agosto, Fiyi confirmó dos recuperaciones más de COVID-19.
El 25 de agosto, Fiyi confirmó una segunda muerte por COVID-19.

### Septiembre 2020
El 1 de septiembre, Fiyi confirmó un caso más de COVID-19. Una enfermera de 25 años que contrajo la enfermedad mientras trataba a los pacientes en aislamiento.
El 2 de septiembre, Fiyi confirmó dos recuperaciones más de COVID-19.
El 4 de septiembre, Fiyi confirmó dos casos más de COVID-19. Un hombre de 55 años y 22 años que había llegado de Nueva Delhi, India, el 27 de agosto.
El 8 de septiembre, Fiyi confirmó un caso más de COVID-19. Una mujer de 64 años que había llegado de la India.
El 22 de septiembre, Fiyi confirmó dos recuperaciones de COVID-19.

### Octubre 2020
El 13 de octubre, el Ministerio de Salud y Servicios Médicos confirmó dos recuperaciones de COVID-19.
El 21 de octubre, Fiyi confirmó un caso más de COVID-19.
El 27 de octubre, Fiyi confirmó una recuperación más de COVID-19.
El 30 de octubre, Fiyi confirmó un caso más de COVID-19; un hombre de 57 años que fue repatriado de Nairobi, Kenia.

### Noviembre 2020
El 11 de noviembre, Fiyi confirmó un caso más de COVID-19; un hombre de 53 años que llegó en un vuelo de repatriación desde Nueva Zelanda.
El 14 de noviembre, se confirmó cuatro casos de COVID-19; están entre el equipo Flying Fijian en Francia.
El 18 de noviembre, 29 miembros del equipo Flying Fijian dieron positivo por COVID-19.
El 25 de noviembre, Fiyi confirmó tres casos más de COVID-19. Los dos primeros casos son de 40 años y el tercer caso es un no ciudadano de 51 años. Los tres casos llegaron en un vuelo de repatriación desde Auckland, Nueva Zelanda el 15 de noviembre.
El 30 de noviembre, Fiyi confirmó cuatro casos más de COVID-19. Son una mujer de 28 años y un hombre de 58 años que había viajado desde Kenia, un hombre de 36 años que viajaba desde Malí, y un hombre de 53 años que viajaba desde Francia.

### Diciembre 2020
El 3 de diciembre, Fiyi confirmó dos nuevos casos de COVID-19. Son una mujeres de 75 años y 57 años que vivían en Auckland, Nueva Zelanda.
El 6 de diciembre, Fiyi confirmó que dos marineros a bordo de un buque de carga que entraron en el país el 2 de diciembre dieron positivo para COVID-19. Los marineros, así como los funcionarios fronterizos que tenían estrechos contactos con ellos, están ahora en cuarentena.
El 8 de diciembre, Fiyi confirmó dos recuperaciones de COVID-19.
El 11 de diciembre, Fiyi contó en su cuenta los dos casos no oficiales en la frontera a partir del 6 de diciembre como parte de su recuento total de casos, ya que las autoridades sanitarias neozelandesas han confirmado que habían dado negativo los días 5 y 12 de noviembre, mientras que habían sufrido 14 días de cuarentena en Nueva Zelandia.
El 17 de diciembre, Fiyi confirmó dos recuperaciones de COVID-19.
El 22 de diciembre, Fiyi confirmó dos recuperaciones de COVID-19, que implicaba una tasa de recuperación del 100%. El Grupo de Trabajo de Mitigación de Riesgos COVID-19 (CRMT) anunció que todos los vuelos de pasajeros entrantes al país programados entre el 24 de diciembre y el 28 de diciembre han cesado. Esto es en respuesta al descubrimiento de una nueva variante del nuevo coronavirus, VUI-202012/01 en el Reino Unido que parece ser más contagioso que las variantes anteriores. Por lo tanto, el Ministerio de Salud utilizará este período para llevar a cabo una extensa revisión de sus procesos de cuarentena fronteriza.
El 29 de diciembre, Fiyi confirmó tres casos de COVID-19. Son un hombre de 32 años de edad y una mujer de 32 años que llegaron de Nueva Delhi, India. El tercer caso es una mujer de 34 años que viajó desde Inglaterra y llegó a Fiyi desde Hong Kong.

## Respuesta internacional
- Organización Mundial de la Salud - Colocó a un epidemiólogo en el Ministerio de Salud y Servicios Médicos y proporcionó suministros médicos de 888 500 máscaras quirúrgicas, 53 400 máscaras N95, 29 200 protectores faciales, 2000 gafas protectoras, 4000 batas de aislamiento y 26 750 cartuchos de prueba GeneXpert.[72] El Director Regional de la OMS para el Dr. Takeshi Kasai del Pacífico Occidental elogió la respuesta de Fiyi diciendo: Pasar 200 días sin informar de ningún caso transmitido localmente de COVID-19 es un gran logro.[73]